# 細吻海龍
細吻海龍（学名：Syngnathus leptorhynchus），為輻鰭魚綱棘背魚目海龍魚科的其中一種，分布於東太平洋區從美國阿拉斯加至墨西哥加利福尼亞灣海域，棲息深度可達50公尺，體長可達33公分，棲息在海草床，屬肉食性，以小型甲殼類為食，可作為觀賞魚。